# Leksands församling
Leksands församling är en församling i Falu-Nedansiljans kontrakt i Västerås stift. Församlingen ligger i Leksands kommun i Dalarnas län och ingår i Leksands pastorat. 

## Administrativ historik
Församlingen har medeltida ursprung. Omkring 1640 utbröts Djura församling och 1 maj 1875 Siljansnäs församling.
Församlingen ingick till 1562 i pastoratet Leksand, Gagnef och Ål. Från 1562 till 1640 utgjorde församlingen ett eget pastorat. Från 1640 är församlingen moderförsamling i pastoratet Leksand och Djura som från 1994 även omfattar Siljansnäs församling, och från 2022 Åhls församling.

## Kyrkobyggnader
- Leksands kyrka

## Series Pastorum
- Torbernus (1320)
- Ambernus (1346)
- Laurentius Emberni (1367)
- Torchillus Andreæ (fanns här 1529, avflyttade 1530)
- Ericus Petri (förordnad hit 1531)
- Evert Andersson (dömdes till döden för delaktighet i klockupproret 1533)
- Ericus (ca 1547)
- Mathias Nicolai (ca 1554)
- Vincentius (ca 1558)
- Ingelbertus Olai 1558–1602
- Elaus Ingelberti Terserus 1602–1617
- Uno Troilus 1618–1664
- Samuel Troilius 1664–1666
- Daniel Helsingius 1668–1684
- Laurentius Alstrin 1685–1702
- Lars Siljeström 1702–1730
- Eric Alstrin 1731–1734
- Ingel Rabenius 1735–1739
- Johan Nordman 1740–1769
- Gustaf Enebom 1770–1796
- Johan M. Fant 1796–1813
- Isak Mellgren 1814–1830
- Jakob Michael Svedelius 1834
- Johan Schultzberg 1836–1849
- Gabriel Hvasser 1850–1864
- Per Hanngren 1867–1887
- Erik Lorents Petersson 1887–1930
- Sven Lindberg 1931–1959
- Eric Bergman 1960–1973
- Gunnar Rannug 1973–1978
- Lennart Solén 1978–1993
- Staffan Rönnegård 1994–2001
- Fredrik Lautmann 2001–2013
- John Sund 2013–2018
- Christina Engqvist 2018-

## Organister
Lista över organister i Leksands församling.
| Verksam   | Namn                    | Levnadstid |
| --------- | ----------------------- | ---------- |
| 1702–1717 | Gabriel Ihring          | 1661–1717  |
| 1717–1731 | Johannes Ihring         |            |
| 1731–1770 | Otto Westgren           | 1704–1776  |
| 1770–1796 | Johan Otto Westgren     | 1741–1806  |
| 1796–1810 | Otto Christian Westgren | 1768–1810  |
| 1813–1824 | J. Fr. Zetterström      | 1759–1824  |
| 1828–1857 | Daniel Magnus Walin     | 1788–1857  |
| 1857–1886 | Knut Alfred Walin       | 1827–      |
| 1888–1926 | Gustaf Manfred Wallgren | 1860–      |
| 1926–1953 | Seth Steninger          | 1889–      |
| 1953–1978 | Anton Lööw              | 1912–      |
| 1978–1987 | Hans-Åke Månsson        | 1948–      |
| 1988–     | Bengt Isaksson          | 1951–      |

## Befolkningsutveckling
| Befolkningsutvecklingen i Leksands församling 1860–2020                                                                                           | Befolkningsutvecklingen i Leksands församling 1860–2020 | Befolkningsutvecklingen i Leksands församling 1860–2020 | Befolkningsutvecklingen i Leksands församling 1860–2020 | Befolkningsutvecklingen i Leksands församling 1860–2020 |
| --- | ------------------------------------------------------- | ------------------------------------------------------- | ------------------------------------------------------- | ------------------------------------------------------- |
| |                                                         |                                                         |                                                         |                                                         |
| År |                                                         |                                                         | Folkmängd                                               |                                                         |
| 1860 | 1860                                                    |                                                         | 11 287                                                  |                                                         |
| 1870 | 1870                                                    |                                                         | 11 917                                                  |                                                         |
| 1880 | 1880                                                    |                                                         | 9 481                                                   |                                                         |
| 1890 | 1890                                                    |                                                         | 9 646                                                   |                                                         |
| 1900 | 1900                                                    |                                                         | 9 909                                                   |                                                         |
| 1910 | 1910                                                    |                                                         | 9 959                                                   |                                                         |
| 1920 | 1920                                                    |                                                         | 9 911                                                   |                                                         |
| 1930 | 1930                                                    |                                                         | 8 861                                                   |                                                         |
| 1940 | 1940                                                    |                                                         | 8 183                                                   |                                                         |
| 1950 | 1950                                                    |                                                         | 8 448                                                   |                                                         |
| 1960 | 1960                                                    |                                                         | 8 083                                                   |                                                         |
| 1970 | 1970                                                    |                                                         | 7 581                                                   |                                                         |
| 1980 | 1980                                                    |                                                         | 8 478                                                   |                                                         |
| 1990 | 1990                                                    |                                                         | 9 485                                                   |                                                         |
| 2010 | 2010                                                    |                                                         | 10 024                                                  |                                                         |
| 2020 | 2020                                                    |                                                         | 10 560                                                  |                                                         |
| Anm: Källor: Demografiska databasen, CEDAR, Umeå universitet, Folkmängden per distrikt, landskap, landsdel eller riket efter kön. År 2015 - 2022. |                                                         |                                                         |                                                         |                                                         |